# Paleotrema loveni
Paleotrema loveni is een zee-egel uit de familie Palaeotropidae.
De wetenschappelijke naam van de soort werd in 1879 gepubliceerd door Alexander Agassiz.